# Cindy Gallop
Lucinda "Cindy" Lee Gallop, född 1 februari 1960 i Amersham i Buckinghamshire, är en brittisk reklamkonsult och entreprenör. Hon är grundare av och tidigare ordförande för USA-filialen av reklamfirman Bartle Bogle Hegarty.
Hon har även grundat företagen If We Ran The World och Make Love Not Porn, den senare efter återkommande erfarenheter från att ha dejtat yngre män. Enligt TED-bloggen var Gallops TEDTalk "Make Love Not Porn" en av de mest uppmärksammade under 2009 års TED-konferens.
Hon bor numera i New York.

## Biografi

### Bakgrund
Cindy Gallop föddes i Amersham i Buckinghamshire och växte upp i Brunei. Hon har till hälften engelsk och hälften kinesisk härstamning. Gallops far är engelsman och hennes mor malaysisk kinesiska, från Alor Star i Kedah. Hennes föräldrar bor i Pinang i Malaysia, dit hon reser regelbundet.
Gallop studerade på Somerville College vid Oxfords universitet, där hon tog en masterexamen i engelska och engelsk litteratur. Därefter följde ytterligare en masterexamen vid Warwick University i ämnet teater från den europeiska renässansen.

### Tidig karriär
Gallop arbetade i åratal med olika roller inom den engelska teatervärlden, innan hon bytte och hoppade över till reklambranschen. Hon började 1989 arbeta på den brittiska reklamfirman Bartle Bogle Hegartys London-kontoret, där hon kom att få ansvara för konton som Coca-Cola, Ray-Ban och Polaroid.

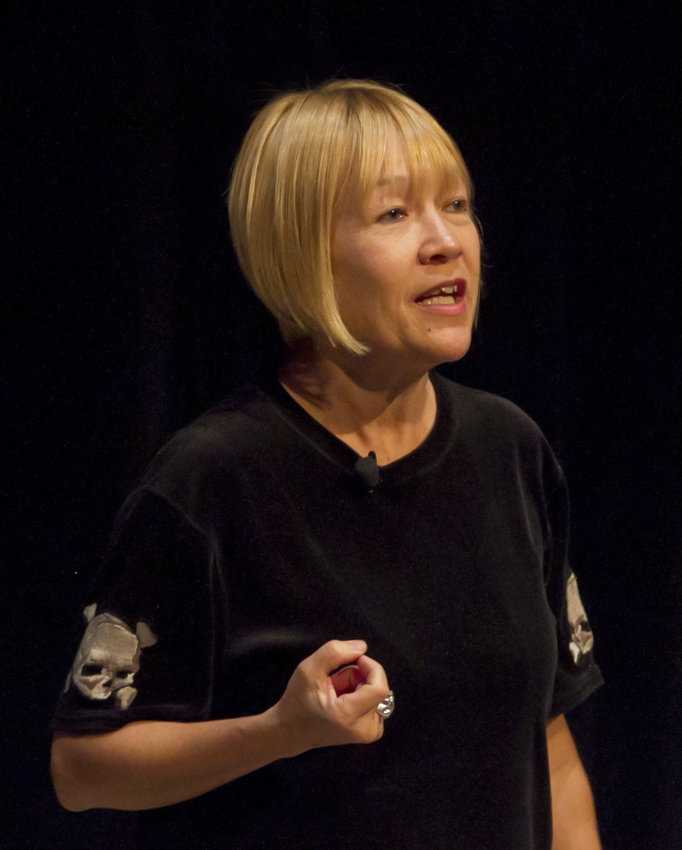
Cindy Gallop håller tal på en konferens 2011.

1996 deltog hon i uppbyggnaden av BBH:s australiatiska filial. Två år senare grundade hon BBH:s USA-filial, där hon också verkade som styrelseordförande. 2003 vann Gallop utmärkelsen Advertising Woman of the Year, utdelad av grupperingen Advertising Women of New York.
2006 grundade hon sitt eget konsultbolag Cindy Gallop LLC, verksamt inom varumärken och företagsinnovation. Hon blev uppmärksammad för sin slogan "I like to blow shit up. I am the Michael Bay of business".

### Make Love Not Porn-projektet
Cindy Gallop har kanske främst blivit uppmärksammad för sitt koncept Make Love Not Porn. Det föddes ur ett reklamuppdrag 2002 för att marknadsföra en dejtingsajt, där projektmedlemmarna var tvungna att testa funktionaliteten. Alla utom Gallop var gifta eller redan aktiva på den traditionella dejtingmarknaden, så de testade utifrån falska identiteter. Singeln Gallop beslöt sig däremot att ta tillfället i akt och testa på riktigt. Som 42-årig kvinna och utan önskemål om barn eller fasta relationer blev hon överraskad av den ymniga responsen – mestadels från yngre män. Detta dejtingbeteende har hon sedan dess fortsatt med, med framgångsrikt resultat.
Vad Gallop dock märkte, utifrån sitt dejtande, var att många av de yngre männen hade sexuella beteenden som hon inte kände igen från de jämnåriga eller äldre män som hon umgåtts med. Hon lärde sig att pornografi, i brist på annan lätt tillgänglig information om hur sex går till, de facto blivit sexualupplysningen för en ny generation. Insikten om detta sjönk slutligen in hos henne runt 2007.
Därefter bestämde hon sig för att, som reklammänniska och entreprenör, göra något åt saken. Två år senare lanserade hon sitt Make Love Not Porn-projekt, med målet att skapa en videogemenskap för folk att kunna ladda upp videor på äkta vardagssex. Lanseringen sammanföll med hennes fyra minuter långa miniföredrag "Make Love Not Porn" vid 2009 års TED-konferens, som beskrevs som en av det årets mest uppmärksammade händelser. Gallop är porrförespråkare men vill upplysa folk om skillnaden mellan sex i porr och sex i verkligheten.  Angående det utbud som fick henne att lansera sitt sexualupplysningsprojekt, anser hon att vilken bransch som helst som styrs av män kommer att producera material utifrån en manlig synvinkel.

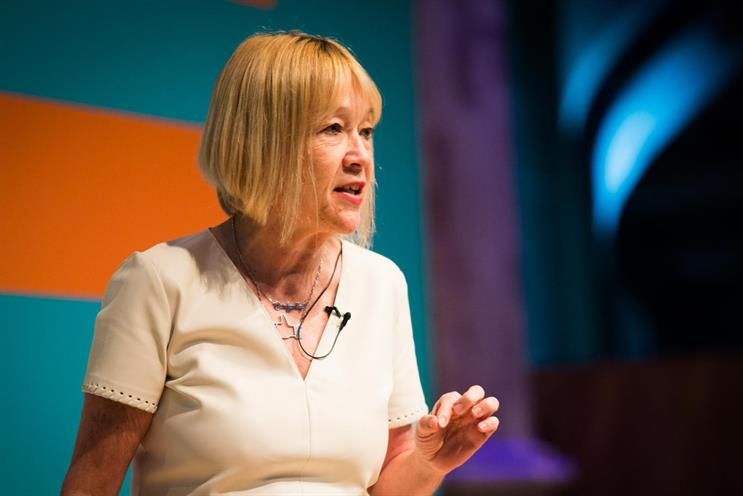
Cindy Gallop vid Horasis Global China Business Meeting i Las Vegas, 2019.

Senare publicerade hon en TED-bok – Make Love Not Porn: Technology's Hardcore Impact on Human Behavior. Makelovenotporn.tv lanserades, efter en del ombyggnad, i augusti 2012, som en videogemenskap utformad för att göra riktigt sex socialt acceptabelt och möjligt att dela med sig av.

### Övriga aktiviteter, lägenhet
2010 lanserade Gallop även If We Ran The World, en webb-baserad plattform som utformats för att förverkliga goda intentioner genom att tillåta folk, varumärken och företag till att enkelt utföra, handla med och koordinera "mikrohandlingar". En kund hos If We Ran The World är Levi's, som använde plattformen för att skapa en kampanj för att skaka nytt liv i den åldrande industristaden Braddock i Pennsylvania.
Gallop arbetar återkommande som föreläsare i ämnen som reklam, varumärken och affärsstrategi. Hon har även andra gånger deltagit som TED-talare, liksom som talare vid ett antal andra konferenser.
Gallops lägenhet i New York är helt klädd i svart och formgiven av inredningsfirman The Apartment. Lägenheten användes som miljö i The Notorious B.I.G.:s musikvideo till "Nasty Girl". Den har även uppmärksammats i ett antal andra sammanhang, inklusive hos The Selby och tidningen New York.